# الحوطة (المكلا)

تعديل مصدري - تعديل

الحوطة هي إحدى قرى عزلة المكلا بمديرية المكلا التابعة لمحافظة حضرموت، بلغ تعداد سكانها 311 نسمة حسب تعداد اليمن لعام 2004.